# Gainsbourg (vie héroïque)
Gainsbourg (vie héroïque) (bra: Gainsbourg - O Homem Que Amava as Mulheres) é um filme biográfico francês de 2010 escrito e dirigido por Joann Sfar e estrelado por Éric Elmosnino no papel do cantor Serge Gainsbourg.
O filme ganhou três Prêmios César, incluindo o de melhor ator para Elmosnino e o de melhor primeiro filme para Sfar. A atriz Lucy Gordon faleceu durante a pós-produção do filme, que foi dedicado em sua memória.

## Enredo
O filme segue as façanhas do notório músico Serge Gainsbourg (Éric Elmosnino), desde sua criação na França ocupada pelos nazistas, passando por sua ascensão à fama e casos amorosos com Juliette Gréco (Anna Mouglalis), Brigitte Bardot (Laetitia Casta) e Jane Birkin (Lucy Gordon).

## Elenco
- Éric Elmosnino	... Serge Gainsbourg
  - Kacey Mottet Klein ... Serge Gainsbourg jovem
- Lucy Gordon ... Jane Birkin
- Laetitia Casta	... Brigitte Bardot
- Doug Jones ...	La Gueule (caneca de Gainsbourg)
- Deborah Grall...	Lise Levitzky
- Mylène Jampanoï ... Bambu (Caroline von Paulus)
- Anna Mouglalis ...	Juliette Gréco
- Yolande Moreau ...	Fréhel
- Sara Forestier ...	France Gall
- Philippe Katerine... Boris Vian
- Philippe Duquesne...	Lucky Sarcelles
- Gregório Gadebois...	Phyphy

## Recepção
No Rotten Tomatoes, o filme detém um índice de 73% de aprovação com base em 78 críticas, com uma nota média de 6,2/10. O consenso do site diz: "Pode ser mal escrito e feito desordenadamente, mas Gainsbourg: A Heroic Life também é apropriadamente glamoroso e intenso - e poderosamente liderado por uma performance emocionante de Éric Elmosnino".  O Metacritic deu ao filme uma pontuação de 58 em 100, com base em 26 avaliações, indicando "críticas mistas ou médias".